# Juan Gabriel Vásquez
Juan Gabriel Vásquez (n. 1973, Bogotá, Columbia) este un scriitor și jurnalist din Columbia, considerat unul dintre romancierii latino-americani cei mai importanți din generația sa.

## Biografie
S-a născut într-o familie de avocați și a studiat dreptul la Universidad de Rosario din Bogotá și după absolvire a plecat la Paris, unde a obținut un doctorat în literatură latino-americană la Sorbona (1996-1999). Apoi a trăit într-un mic oraș, din Ardeni, în Belgia, iar după un an s-a mutat la Barcelona. Astăzi locuiește în Bogotá. Deși îl consideră pe Gabriel García Márquez ca maestrul său, totuși s-a îndepărtat de realismul magic al acestuia, realizând în romanele sale o îmbinare subtilă între imaginar și realitate. Cristina Manole consideră că romanul El ruido de las cosas al caer (2011) „trece dincolo de realismul magic și se cantonează în spațiul lucidității active. O realitate dură, istorii cu pasaje violente, unde traficul de droguri desenează un drum al traficului de conștiințe, o istorie individuală și colectivă unde binele și răul rămân suspendate într-un limb al eticii.” Este „un roman dur, cu personaje reale în timp real.”
Cel mai recent roman al său, La forma de las ruinas (2015), tradus în limba română cu titlul Forma ruinelor (2018) conține numeroase detalii autobiografice. Este editorialist al cotidianului columbian El Espectador. Cărțile sale au fost traduse în peste 15 limbi. Juan Gabriel Vásquez a mărturisit că există două cărți care au făcut să dorească să devină scriitor: Un veac de singurătate de Gabriel García Márquez și Ulysse de James Joyce. Mario Vargas Llosa (Premiul Nobel pentru Literatură, 2010) a afirmat că Juan Gabriel Vásquez este „Una dintre cele mai originale voci ale literaturii latino-americane contemporane.”
Scriitorul afirmă în Nota autorului din teza sa de licență publicată, despre pasiunea sa pentru literatură că, după terminarea studiilor:
„Am considerat din acel moment că nici aceste studii, nici diploma care le-a urmat nu-mi vor servi la nimic, deoarece din al treilea an de studii am descoperit că nu mă interesează decât să citesc ficțiune și eventual să învăț să scriu. De la acea revelație incomodă, zilele mele în centrul Bogotei au fost o modestă schizofrenie: pentru fiecare curs la care asistam am pierdut alte [ore] în Callejón de los Libros, un edificiu din cărămidă, cu trei etaje, întunecos și friguros și ticsit de romane de mâna a doua,  sau în Templo de la Idea unde se aflau biblioteci private cu mașini care lucrau în văzul lumii și unde puteam să șed să citesc în mediul mirosurilor de piele și de pergamente, fără să fiu obligat să cumpăr nimic. După aceste excursii mă întorceam la facultate ca un cadet care se întoarce la cazarmă după o săptămână de permisie, mă așezam în ultimul rând și ascultam cu jumătate de creier despre ordinea de succesiune sau despre deosebirea dintre reciproc și garanție, în timp ce cu cealaltă jumătate asistam la destinele lui Raskolnikov și Leopold Bloom și Meursault și Santiago Zavala.”

## Scrieri

### Romane
A publicat până în prezent (2018) șapte romane:
- Persona (1997)
- Alina suplicante (1999)
- Los informantes (2004)
- Historia secreta de Costaguana (2007)
- El ruido de las cosas al caer (2011), tradus în română: Zgomotul lucrurilor în cădere, Ed. Polirom, 2014. Distins cu Premio Alfaguara Novela și cu International IMPAC Dublin Literary Award (2014)
- Reputaciones (2013)
- La forma de las ruinas (2015). Tradus în l. română de Marin Mălaicu-Hondrari, cu titlul Forma ruinelor, Polirom, 2018

### Proză scurtă
- Los amantes de Todos los Santos (2001)

### Biografie
Joseph Conrad: el hombre de ninguna parte (2004)

### Eseuri
- El arte de la distorsión, (2009), Ed. Alfaguara, Madrid
- Viajes con un  mapa en blanco (2018), Ed. Alfaguara, Madrid

### Traduceri
A tradus din operele lui John Hersey, John Dos Passos, Victor Hugo, E. M. Forster

### Alte publicații
La venganza como prototipo legal alrededor en la Ilíada, (Răzbunarea ca prototip legal în jurul Iliadei), teză de licență ca avocat, Universidad del Rosario, Bogotá, 1996. Publicată în 2011 de Editorial Universidad del Rosario, 126 pp.